# Cantonul Montfort-sur-Risle
Cantonul Montfort-sur-Risle este un canton din arondismentul Bernay, departamentul Eure, regiunea Haute-Normandie, Franța.

## Comune
- Appeville-Annebault
- Authou
- Bonneville-Aptot
- Brestot
- Condé-sur-Risle
- Écaquelon
- Freneuse-sur-Risle
- Glos-sur-Risle
- Illeville-sur-Montfort
- Montfort-sur-Risle (reședință)
- Pont-Authou
- Saint-Philbert-sur-Risle
- Thierville
- Touville